# Estació de Sant Jordi Desvalls
Sant Jordi Desvalls és una estació de ferrocarril propietat d'Adif situada a la població de Sant Jordi Desvalls, a la comarca del Gironès. L'estació es troba a la línia Barcelona-Girona-Portbou i hi tenen parada trens de la línia regional R11 i de la línia de rodalia RG1 de Rodalies de Catalunya, operats per Renfe Operadora. L'estació està inclosa en l'Inventari del Patrimoni Arquitectònic de Catalunya i està protegida com a Bé Cultural d'Interès Local.
L'any 2016 va registrar l'entrada de 6.000 passatgers.

## Història
Aquesta estació de la línia de Girona va entrar en servei el dia 28 d'octubre de 1877 quan va entrar en servei el tram construït per la Companyia dels Ferrocarrils de Tarragona a Barcelona i França (TBF) entre Girona i Figueres.
L'estació, catalogada com a Bé Cultural d'Interès Local, es troba força abandonada. L'any 2004, l'Ajuntament de Sant Jordi Desvalls va presentar la seva descatalogació, a causa del seu mal estat i la renúncia de RENFE a posar-la en condicions, però la comissió de Patrimoni no ho va aprovar, perquè considerà que l'estació és un senyal d'identitat històric del municipi que val la pena mantenir i recuperar. En aquest sentit van acordar requerir als propietaris perquè acomplissin aquesta obligació.

## Edifici
Conjunt de dos edificis adossats que feien les funcions d'estació de tren del nucli, amb un edifici destinat als passatgers i l'altre a magatzem. L'edifici de magatzem, d'estructura quadrangular, consta de planta baixa i pis i és cobert amb una teulada a doble vessant. Les parets, fetes de tàpia i arrebossades, presenten les obertures amb els elements estructurals (arcs i brancals) destacats. Tant els finestrals del primer pis com les portes de la planta baixa són coberts per arcs escarsers fets amb maó. Els dos pisos són separts, externament, per una cornisa ressaltada com la resta d'elements estructurals. L'edifici de passatgers és més petit, amb una sola planta i amb el vessant de la teulada allargada i sostinguda per dues columnes, a manera de porxo. L'estat de conservació del conjunt no és gaire bó.

## Serveis ferroviaris
| Procedència/Destinació                     | <     | Línia | >         | Procedència/Destinació                 |
| ------------------------------------------ | ----- | ----- | --------- | -------------------------------------- |
| Rodalia de Girona                          |       |       |           |                                        |
| L'Hospitalet de Llobregat                  | Flaçà |       | Camallera | Figueres Portbou                       |
| Serveis regionals de Rodalies de Catalunya |       |       |           |                                        |
| Barcelona-Sants                            | Flaçà |       | Camallera | Figueres Portbou Cervera de la Marenda |